# Erysimum quadrangulum
Erysimum quadrangulum (жовтушниця гірська як Syrenia montana, сиренія гірська як Syrenia montana) — вид рослин з родини капустяних (Brassicaceae), поширений у Євразії від Болгарії до Монголії.

## Опис
Дворічна рослина 20–60 см заввишки. Листки довгасто-лінійні, майже цілокраї, з розсіяними, 2-роздільними волосками, зелені. Квітки та стручки майже сидячі, ніжки їх 1.5–2.5 мм завдовжки. Стручки 6–10(12) мм довжиною.

## Поширення
Поширений у Євразії від Болгарії до Монголії.
В Україні вид зростає на пісках — у Лісостепу і Степу, зазвичай; в Криму (в околиці Феодосії і на Керченському півострові).